# کارگوایر
کارگوایر (به انگلیسی: Cargoair) یک شرکت هواپیمایی است که در تاریخ ۱ نوامبر ۲۰۰۷ میلادی تأسیس شده است. دفتر مرکزی کارگوایر در صوفیه، بلغارستان واقع شده‌است و قطب این شرکت هواپیمایی در فرودگاه لایپزیگ/هال قرار دارد.